# Galeana (planta)
Galeana es un género de plantas fanerógamas perteneciente a la familia de las asteráceas.  Comprende 3 especies descritas y de estas, solo 2 aceptadas. Se distribuye desde México hasta Costa Rica.

## Descripción
Son hierbas anuales, delgadas, con ramificación opuesta en la porción apical o en toda la planta; tallos algo pilosos, algunos de los tricomas glandulares. Hojas opuestas, deltoide-ovadas, 1–3 cm de largo y 0.7–2.5 cm de ancho, márgenes gruesa y obtusamente dentados a casi lobados, punteado-glandulares, ligeramente pilosas, 3-nervias desde la base. Capitulescencias de cimas frondosas; capítulos radiados, numerosos, pequeños; filarias 5, 2.5–3 mm de largo, delgadas, patentes y persistentes con la edad, pilosas y punteado-glandulares; flósculos del radio 3, pistilados y fértiles, las lígulas menos de 1 mm de largo, blancas; receptáculos desnudos; flósculos del disco 3–4, 1 o 2 perfectos y fértiles, los otros estaminados, las corolas amarillas. Aquenios 3-angulados, 2.3–2.6 mm de largo, café obscuros a negros, sin vilano, los del radio con 2 alas cupuliformes, masivamente suberosas, los del disco claviformes, sin alas, tuberculados.

## Taxonomía
El género fue descrito por Pablo de La Llave y publicado en Novorum Vegetabilium Descriptiones 1: 12. 1824. La especie tipo es: Galeana hastata La Llave

## Especies aceptadas
A continuación se brinda un listado de las especies del género Galeana (planta) aceptadas hasta agosto de 2012, ordenadas alfabéticamente. Para cada una se indica el nombre binomial seguido del autor, abreviado según las convenciones y usos.
- Galeana hastata La Llave
- Galeana pratensis (Kunth) Rydb.